# Cistus symphytifolius
Cistus symphytifolius är en solvändeväxtart. Cistus symphytifolius ingår i släktet Cistus och familjen solvändeväxter.

## Underarter
Arten delas in i följande underarter:
- C. s. leucophyllus
- C. s. symphytifolius

## Bildgalleri

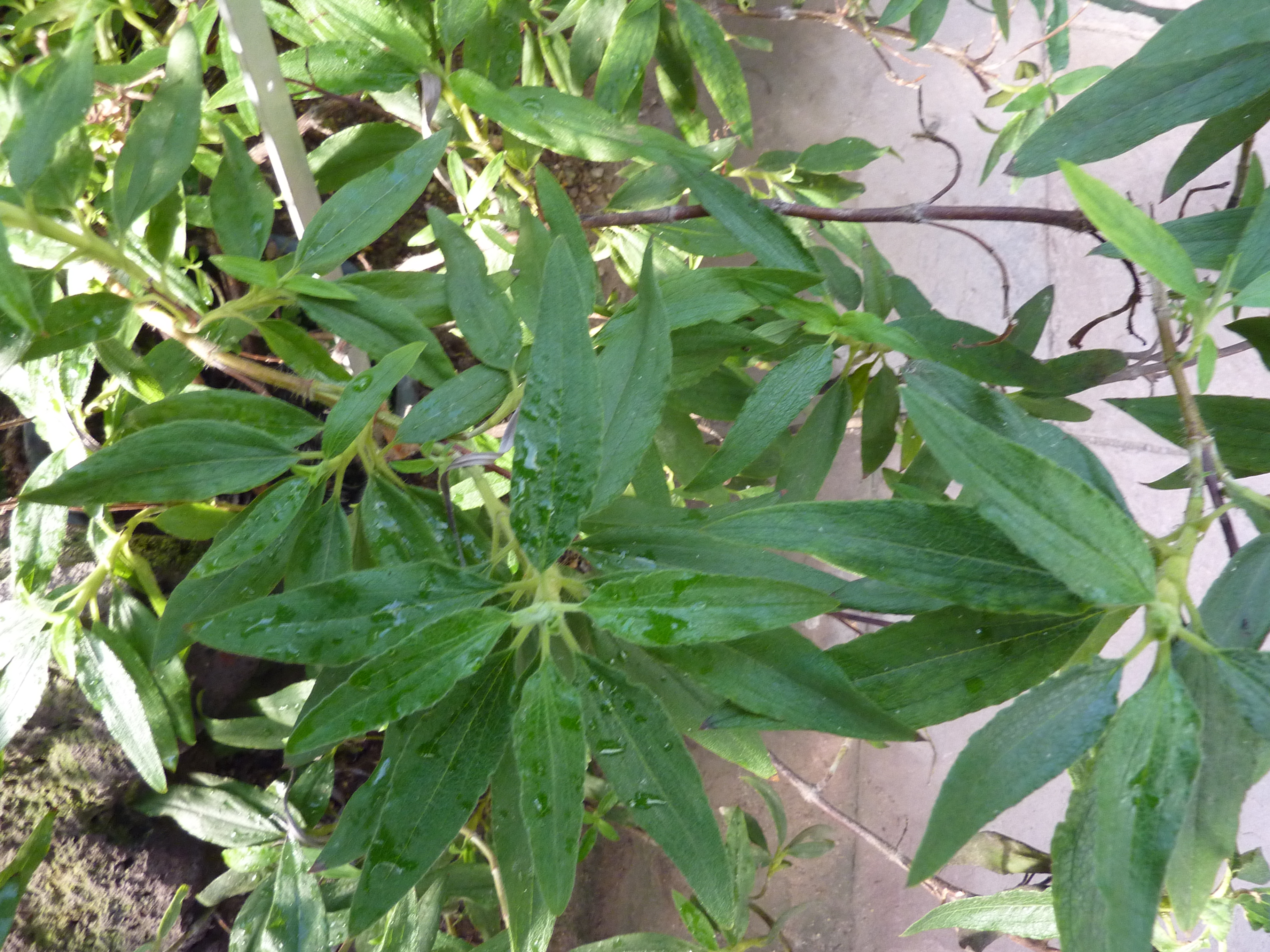
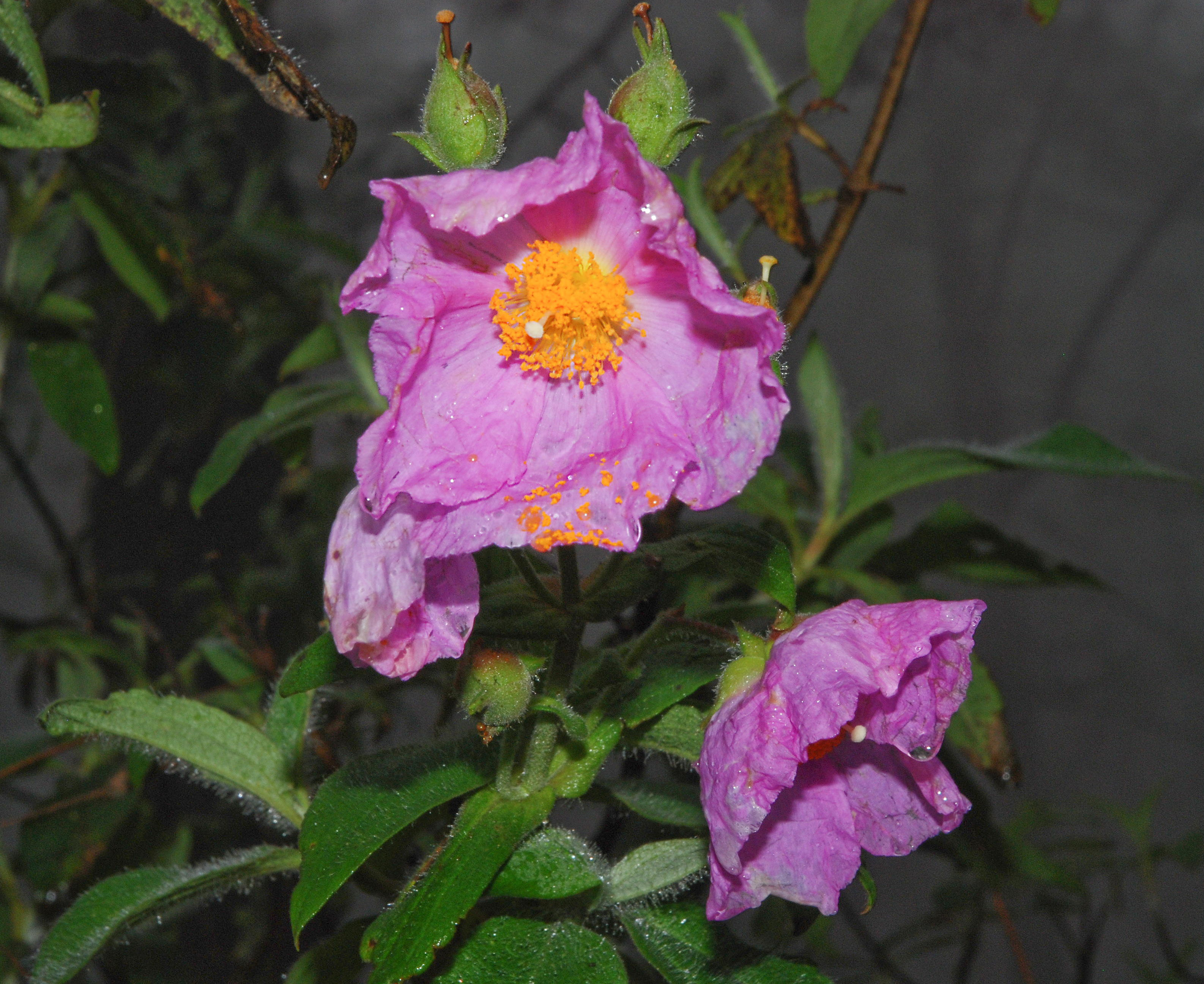
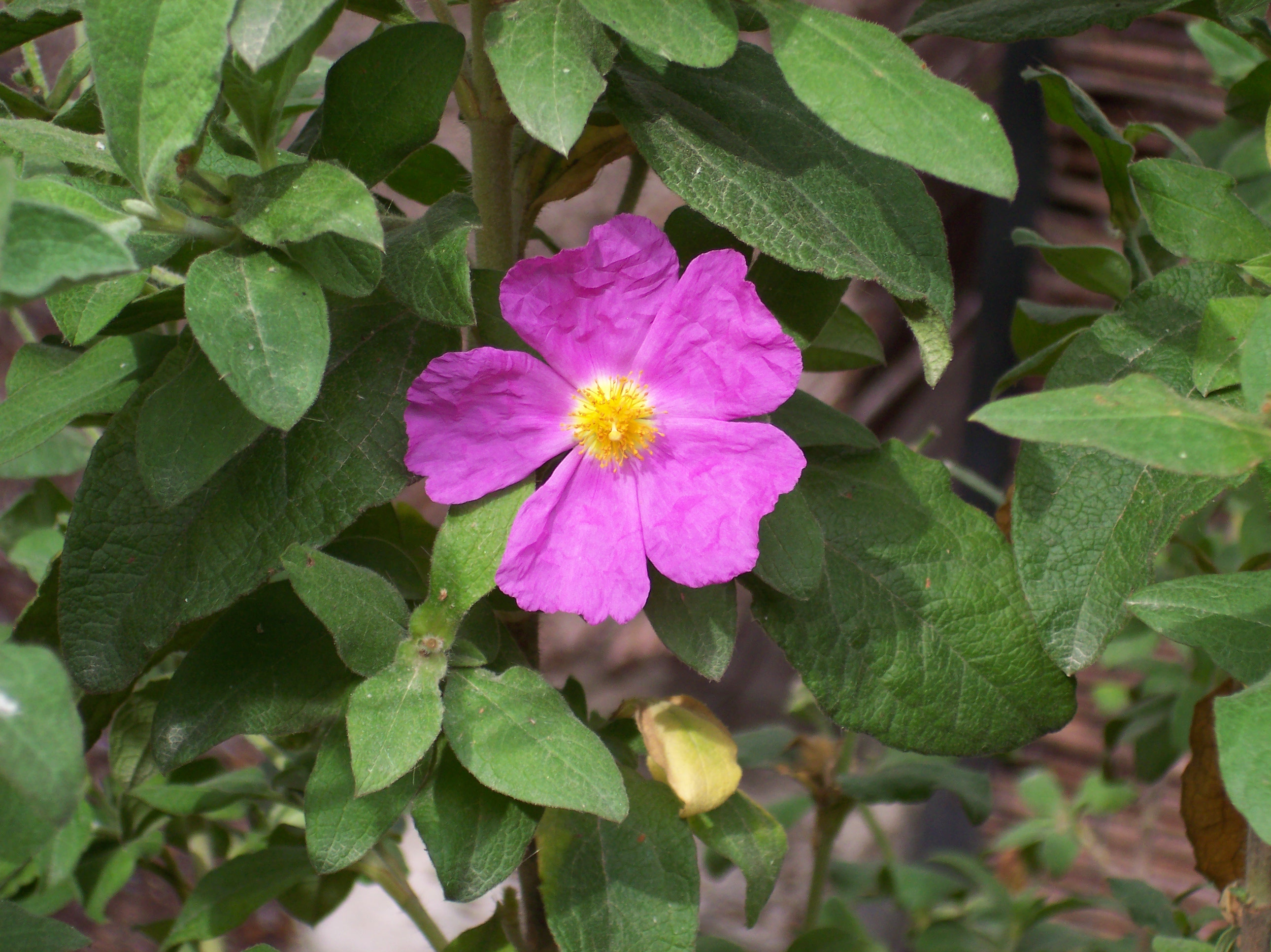
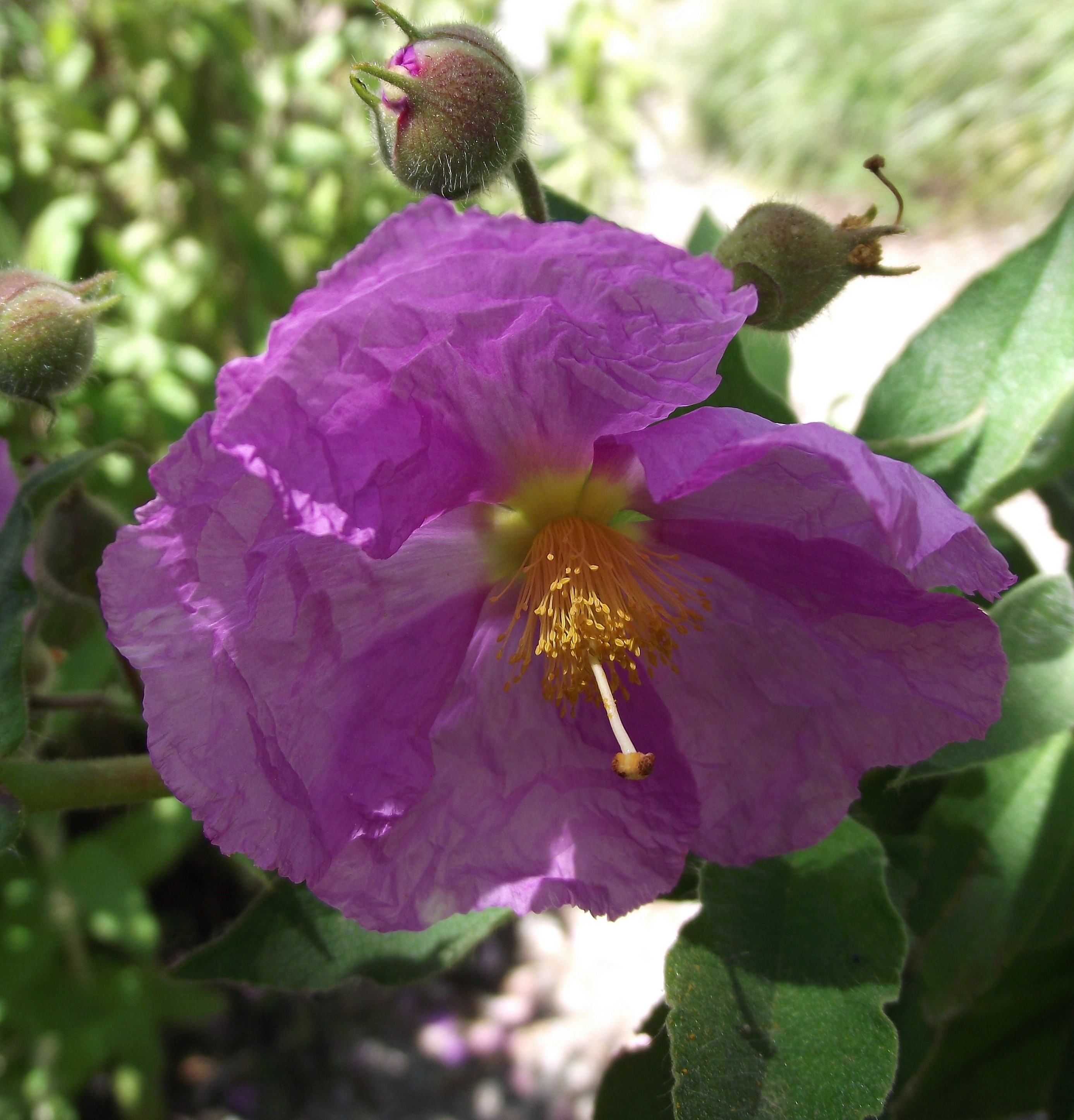
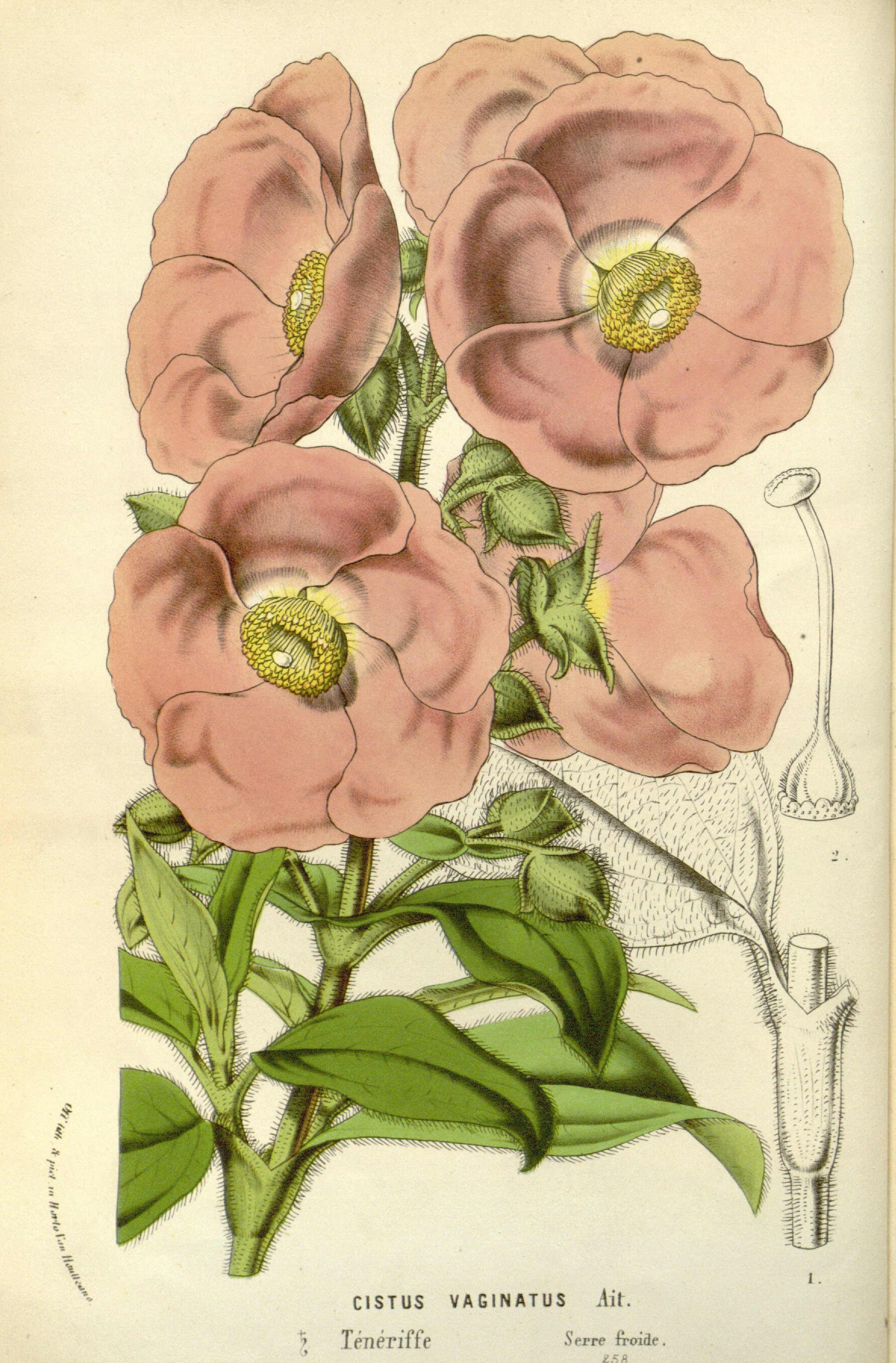